# Lakonizm
1. Lakonizm (gr. lakōnismós, fr. laconisme, niem. Lakonismus) - zwięzłość i precyzja w wyrażaniu myśli, lapidarny i oszczędny sposób wypowiadania się, wedle tradycji właściwy Spartanom, mieszkańcom starożytnej Lakonii.
2. Lakonizm (gr. lakōnismós - naśladowanie obyczajów spartańskich, sprzyjanie Sparcie) - w starożytności moda na naśladowanie obyczajów spartańskich przez Ateńczyków i mieszkańców in. miast greckich w V  i IV w. p.n.e. Obejmowało ono m.in. ubiór, zwyczaje higieniczne, wychowanie fizyczne, surowy sposób życia oraz polityczne sprzyjanie Sparcie. Naśladownictwo dotyczyło również przypisywanej Spartanom umiejętności ciętej, błyskotliwej i krótkiej (lakonicznej) riposty w dyskusji.
Lakoniczny (gr. lakōnikós – po lakońsku, spartańsku: krótko, zwięźle) – krótki, zwięźle wyrażony, precyzyjny, lapidarny, treściwy, oszczędny w słowach, esencjonalny.
Według anegdoty Filip II Macedoński napisał do przywódców Sparty: "Jeśli wkroczę do Lakonii, zrównam Lacedemon z ziemią". Eforowie spartańscy odpowiedzieli mu zaledwie  jednym słowem: „Jeśli”.